# Кубок Джей-ліги 1999
Кубок Джей-ліги 1999 — 7-й розіграш Кубка Джей-ліги. У змаганні брали участь 26 футбольних колективів із Джей-ліги 1999 (першого та другого дивізіонів). Титул вперше здобув Касіва Рейсол.

## Календар
| Раунд        | Дата матчів              | Матчі | Клуби   |
| ------------ | ------------------------ | ----- | ------- |
| Перший раунд | 7/14 квітня 1999         | 20    | 26 → 16 |
| 1/8 фіналу   | 12/19 червня 1999        | 16    | 16 → 8  |
| 1/4 фіналу   | 20/24 липня 1999         | 8     | 8 → 4   |
| 1/2 фіналу   | 29 вересня/6 жовтня 1999 | 4     | 4 → 2   |
| Фінал        | 3 листопада 1999         | 1     | 2 → 1   |

## Перший раунд
| Команда 1             | Заг. | Команда 2             | 1-й матч | 2-й матч |
| --------------------- | ---- | --------------------- | -------- | -------- |
| 7/14 квітня 1999      |      |                       |          |          |
| Консадолє Саппоро (2) | 1:3  | Авіспа Фукуока        | 1:0      | 0:3      |
| Альбірекс Ніїґата (2) | 0:5  | Касіва Рейсол         | 0:3      | 0:2      |
| Вегалта Сендай (2)    | 2:6  | Санфречче Хіросіма    | 1:2      | 1:4      |
| Монтедіо Ямаґата (2)  | 1:9  | Кіото Санґа           | 0:5      | 1:4      |
| Омія Ардія (2)        | 1:4  | Йокогама Ф. Марінос   | 1:1      | 0:3      |
| Токіо (2)             | 3:2  | Віссел Кобе           | 1:1      | 2:1 дч   |
| Кавасакі Фронтале (2) | 2:3  | Ґамба Осака           | 1:3      | 1:0      |
| Ванфоре Кофу (2)      | 1:3  | Верді Кавасакі        | 0:2      | 1:1      |
| Саґан Тосу (2)        | 0:5  | Сересо Осака          | 0:3      | 0:2      |
| Ойта Трініта (2)      | 2:1  | Бельмаре Хірацука (2) | 2:1      | 0:0      |

## 1/8 фіналу
| Команда 1          | Заг. | Команда 2            | 1-й матч | 2-й матч |
| ------------------ | ---- | -------------------- | -------- | -------- |
| 12/19 червня 1999  |      |                      |          |          |
| Авіспа Фукуока     | 1:2  | Джубіло Івата        | 1:1      | 0:1      |
| Сересо Осака       | 2:3  | Касіва Рейсол        | 0:2      | 2:1 дч   |
| Кіото Санґа        | 1:2  | Сімідзу С-Палс       | 1:0      | 0:2 дч   |
| Верді Кавасакі     | 2:7  | Наґоя Ґрампус        | 0:3      | 2:4      |
| Токіо (2)          | 5:3  | ДЖЕФ Юнайтед Ітіхара | 1:2      | 4:1      |
| Санфречче Хіросіма | 2:4  | Йокогама Ф. Марінос  | 2:3      | 0:1      |
| Ґамба Осака        | 1:2  | Касіма Антлерс       | 1:1      | 0:1      |
| Ойта Трініта (2)   | 2:3  | Урава Ред Даймондс   | 1:0      | 1:3      |

## 1/4 фіналу
| Команда 1           | Заг. | Команда 2      | 1-й матч | 2-й матч |
| ------------------- | ---- | -------------- | -------- | -------- |
| 20/24 липня 1999    |      |                |          |          |
| Касіва Рейсол       | 3:1  | Джубіло Івата  | 1:1      | 2:0      |
| Наґоя Ґрампус       | 3:2  | Сімідзу С-Палс | 3:2      | 0:0      |
| Йокогама Ф. Марінос | 2:3  | Токіо (2)      | 0:3      | 2:0      |
| Урава Ред Даймондс  | 2:3  | Касіма Антлерс | 2:0      | 0:3 дч   |

## 1/2 фіналу
| Команда 1                | Заг. | Команда 2     | 1-й матч | 2-й матч |
| ------------------------ | ---- | ------------- | -------- | -------- |
| 29 вересня/6 жовтня 1999 |      |               |          |          |
| Наґоя Ґрампус            | 3:4  | Касіва Рейсол | 1:3      | 2:1 дч   |
| Касіма Антлерс           | 3:1  | Токіо (2)     | 2:0      | 1:1      |

## Фінал
| 3 листопада 1999 |

| Касіва Рейсол                                          | 2:2      | Касіма Антлерс                                      |
| ------------------------------------------------------ | -------- | --------------------------------------------------- |
| Оно 5' Ватанабе 89'                                    | Протокол | Бісмарк 62' Абе 64'                                 |
|                                                        | Пенальті |                                                     |
| Сімотайра · Като · Кітадзіма · Сакаі · Оно · Хагиїмура | 5:4      | Абе · Судзукі · Хонда · Сома · Нарахасі · Огасавара |

| Національний стадіон, Токіо Глядачів: 35 238 Арбітр: Хіроюкі Умемото |